# Кисловка (Пензенская область)
Кисловка — село Иссинского района Пензенской области, входит в состав Булычевского сельсовета.

## География
Расположено в 2 км на восток от центра сельсовета села Булычево и в 18 км на восток от районного центра посёлка Исса.

## История
В 1782 г. деревня Кисловка Екатерины Григорьевны Толбузиной Инсарского уезда Пензенской губернии, 55 дворов, всей дачи – 1261 десятина, в том числе усадебной земли – 59, пашни – 1149, сенных покосов – 20, леса – 25; при деревне – пруд, крестьяне на пашне. В 1785 г. - за помещиками Петром Ивановичем Толбузиным (355 ревизских душ с крестьянами д. Архаровки). В период отмены крепостного права показано за наследниками Сергея Петровича Толбузина, у него (с другими деревнями уезда) 337 ревизских душ крестьян, 6 р.д. дворовых людей, 141 тягло (барщина), у крестьянской общины 92 двора на 54 дес. усадебной земли, 920,6 дес. пашни, 77,6 сенокоса, у помещиков 708 дес. удобной земли, в том числе леса и кустарника 32 дес.; кроме того, в том же селе, вместе с д. Архаровкой, показаны наследницы Алекс. и Мар. Александровны Толбузиных, у них 285 ревизских душ крестьян, 11 р.д. дворовых людей, 110 тягол на барщине и 7 ½ тягла на оброке (оброчные платили в год по 15 руб. с души), у крестьянской общины 78 дворов на 46 дес. усадебной земли, 951 дес. пашни, 77 дес. сенокоса, у наследниц 752 дес. удобной земли, в том числе леса и кустарника 32 дес. В 1896 г. – сельцо Кисловка, 196 дворов, при сельце хутор Каратыгина (30 мужчин, 8 женщин). В 1911 г. село в составе Бутурлинской волости Инсарского уезда Пензенской губернии.

С 1928 года село являлось центром Кисловского сельсовета Иссинского района Пензенского округа Средне-Волжской области (с 1939 года — в составе Пензенской области). В 1955 г. — в составе Кисловского сельсовета с центром в с. Булычево, бригада колхоза имени Крупской, позднее — в составе Булычевского сельсовета.

## Население
| 1782 | 1864 | 1897  | 1911  | 1926  | 1930  | 1959 |
| ---- | ---- | ----- | ----- | ----- | ----- | ---- |
| 382  | ↗867 | ↗1009 | ↗1155 | ↘1126 | ↗1211 | ↘510 |
| 1979 | 1989 | 1996  | 2002  | 2010  |       |      |
| ↘309 | ↘238 | ↘219  | ↘181  | ↘111  |       |      |